# Akademia Nauk Stosowanych w Elblągu
Treść tego artykułu może nie być zgodna z zasadami neutralnego punktu widzenia.
Dokładniejsze informacje o tym, co należy poprawić, być może znajdują się w dyskusji tego artykułu.
 Po wyeliminowaniu niedoskonałości należy usunąć szablon  z tego artykułu.

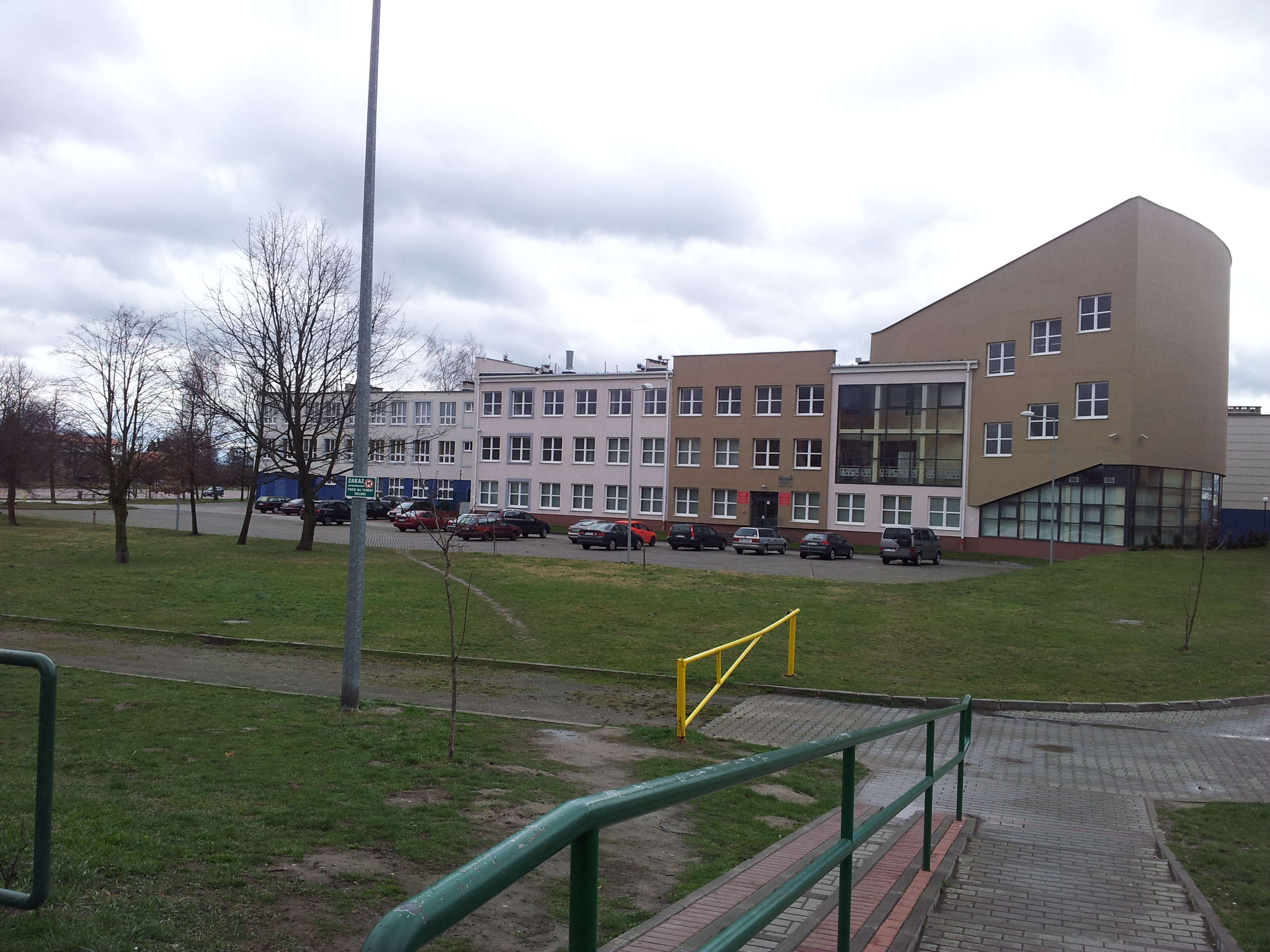
Budynek Instytutu Ekonomicznego i Politechnicznego

Akademia Nauk Stosowanych w Elblągu (ANS w Elblagu) (wcześniej Państwowa Wyższa Szkoła Zawodowa w Elblągu (PWSZ w Elblągu)) – publiczna uczelnia zawodowa w Elblągu utworzona 1 lipca 1998 roku jako pierwsza samodzielna szkoła wyższa w tym mieście i jedna z pierwszych szkół zawodowych. Kształcenie przebiega tutaj na poziomie studiów zawodowych (licencjackich, inżynierskich, magisterskich) oraz w ramach studiów podyplomowych.
Państwowa Wyższa Szkoła Zawodowa w Elblągu powstała w wyniku połączenia:
- Nauczycielskiego Kolegium Języków Obcych
- Kolegium Nauczycielskiego
- oraz Oddziału Wydziału Mechanicznego Politechniki Gdańskiej.

Elbląska Państwowa Wyższa Szkoła Zawodowa jest podmiotem znaczącym dla elbląskiego środowiska akademickiego. Organizowane są tutaj bowiem konferencje, warsztaty, sympozja, sesje. 
PWSZ w Elblągu jest liderem krajowym pod względem systemu praktyk zawodowych. W latach 2016–2019 PWSZ w Elblągu brała udział w ogólnokrajowym, koncepcyjnym, pozakonkursowym projekcie Program praktyk zawodowych w Państwowych Wyższych Szkołach Zawodowych, finansowanym z Projektu Operacyjnego Wiedza Edukacja Rozwój. Koncepcja projektu powstała w PWSZ w Elblągu, która  była jego merytorycznym liderem. Miał on na celu wypracowanie systemu sześciomiesięcznych praktyk zawodowych na I stopniu studiów o profilu praktycznym.
Kadra dydaktyczno-badawcza liczy 170 nauczycieli akademickich: 51 profesorów tytularnych i doktorów habilitowanych, 59 doktorów i 60 magistrów. Ponadto zatrudnionych jest 101 pracowników administracji, obsługi i ochrony.
1 marca 2022 została dokonana zmiana nazwy uczelni na Akademia Nauk Stosowanych.

## Struktura organizacyjna
Obecnie w strukturze PWSZ funkcjonują następujące jednostki:
- Instytut Pedagogiczno-Językowy
  - Zakład Lektoratów
- Instytut Informatyki Stosowanej im. Krzysztofa Brzeskiego
- Instytut Ekonomiczny
- Instytut Politechniczny
- Centrum Współpracy z Otoczeniem Gospodarczym, Społecznym i Instytucjonalnym
  - Akademicki Inkubator Przedsiębiorczości
  - Akademickie Biuro Karier
  - Centrum Transferu Technologii
  - Akademickie Centrum Doradztwa i Potwierdzania Kwalifikacji Zawodowych
- Wydawnictwa
- Biblioteka
- Klub Uczelniany AZS PWSZ w Elblągu
- Biuro Promocji i Współpracy z Zagranicą

## Kierunki kształcenia
Aktualnie PWSZ w Elblągu oferuje możliwość kształcenia na dziewięciu kierunkach studiów I stopnia, na dwóch II stopnia i na dwóch kierunkach jednolitych studiach magisterskich.
Kształcenie odbywa się w czterech Instytutach: Informatyki Stosowanej im. Krzysztofa Brzeskiego, Politechnicznym, Ekonomicznym oraz Pedagogiczno-Językowym. Wszystkie studia mają profil praktyczny i prowadzone są w trybie stacjonarnym (studia nieodpłatne) lub niestacjonarnym (studia odpłatne). Wszystkie kierunki studiów mają pozytywne akredytacje Państwowej Komisji Akredytacyjnej, ważne na okresy od 4 do 6 lat.
Studia I stopnia – inżynierskie
- Instytut Politechniczny
  - Budownictwo
  - Mechanika i Budowa maszyn
  - Sieci i instalacje wewnętrzne

- Instytut Informatyki Stosowanej im. Krzysztofa Brzeskiego
  - Informatyka

Studia I stopnia – licencjackie
- Instytut Ekonomiczny
  - Administracja
  - Ekonomia

- Instytut Pedagogiczno-Językowy
  - Filologia
  - Filologia polska
  - Pedagogika
  - Logopedia
  - Psychologia

Studia II stopnia kończące się uzyskaniem tytułu magistra
- Instytut Pedagogiczno-Językowy
  - Logopedia
  - Pedagogika

- Instytut Ekonomiczny
  - studia menadżersko-prawne

W ofercie studiów szkoła proponuje również kształcenie podyplomowe na kierunkach takich jak m.in.:
- zarządzanie zasobami i jakością wód
- informatyka dla nauczycieli
- grafika komputerowa i multimedia
- informatyk – administrator sieci komputerowych
- organizacja i zarządzanie oświatą
- zarządzanie w informacji publicznej
- zarządzanie projektem w placówce oświatowej
- asystent rodziny
- muzyka i ruch w edukacji muzycznej dzieci w wieku przedszkolnym i młodszoszkolnym
- logopedia
- terapia pedagogiczna
- przygotowanie pedagogiczne
- oligofrenopedagogika
- surdopedagogika
- polonistyka dla nauczycieli
- kształcenie tłumaczy języka niemieckiego
- socjoterapia
- kynoterapia w pracy z dziećmi, młodzieżą i osobami starszymi
- język angielski w wychowaniu przedszkolnym i edukacji wczesnoszkolnej
- gerontologia – wspomaganie rozwoju osób starszych

## Władze uczelni od 1998 roku
Na podstawie źródła.

### Rektorzy ANS (wcześniej PWSZ)
- prof. dr hab. inż. Zbigniew Walczyk (1 września 1999 – 1 września 2007)
- prof. dr hab. Halina Piekarek-Jankowska (1 września 2007 – 26 maja 2011 (†)) 
  - od 26 maja do 7 czerwca 2011 wakat na funkcji Rektora PWSZ
  - p.o. prof. dr hab. inż. Zbigniew Walczyk (7 czerwca – 1 września 2011)
- prof. dr hab. inż. Zbigniew Walczyk (1 września 2011[9]–1 września 2020)
- dr inż. Jarosław Niedojadło, prof. ANS (wcześniej PWSZ)[10][11] (od 1 września 2020[12])

### Prorektorzy ANS (wcześniej PWSZ)
- dr hab. Dariusz Waldziński (1 stycznia 2001 – 12 września 2002)
- dr inż. Jarosław Niedojadło (16 września 2002 – 31 VIII 2007)
- prof. dr hab. Halina Piekarek-Jankowska (1 września 2006 – 31 sierpnia 2007)
- prof. dr hab. inż. Zbigniew Walczyk (1 września 2007 – 6 czerwca 2011)
- dr hab. inż. Cezary Orlikowski, prof. PWSZ (1 września 2007 – 31 sierpnia 2015)
- dr Irena Sorokosz (od 1 września 2011[13][11])
- dr Iwona Kijowska (1 września 2015–1 września 2020)
- dr inż. Jerzy Buriak (od 1 września 2020[11])

## Współpraca
Państwowa Wyższa Szkoła Zawodowa w Elblągu współpracuje z uczelniami oraz innymi instytucjami w zakresie wymiany studentów i pracowników naukowo-dydaktycznych, realizacji wspólnych projektów badawczych, korzystania ze specjalistycznej bazy laboratoryjnej czy stwarzania możliwości doktoryzowania i habilitacji pracowników PWSZ w Elblągu na wydziałach uczelni partnerskich. Ponadto uczelnia współpracuje ze szkołami średnimi oraz innymi instytucjami w Elblągu i regionie, co stwarza dodatkowe możliwości uatrakcyjniania i wzbogacania oferty dydaktycznej uczelni w zakresie prowadzonych kierunków studiów (praktyki w instytucjach samorządowych oraz przedsiębiorstwach dla studentów).
Uczelnia podpisała porozumienia o współpracy z m.in.:
Współpraca krajowa
- Politechnika Gdańska
- Uniwersytet Gdański
- Instytut Maszyn Przepływowych PAN w Gdańsku
- Instytut Melioracji i Użytków Zielonych w Falentach, Żuławski Ośrodek Badawczy w Elblągu

Współpraca zagraniczna
- Uniwersytet Techniczny w Kaliningradzie (Rosja)
- Uniwersytet w Liepaji (Łotwa)
- Baltic University w Uppsali (Szwecja)
- Universitas Studiorum Polona Vilnensis (Litwa)
- Uniwersytet Techniczny w Kownie (Litwa)
- Jihočeská univerzita v Českých Budějovicích (Czechy)
- University of Crete (Grecja)
- L`Université du Luxembourg (Luksemburg)
- Hochschule Bremen (Niemcy)
- Fachhochschule Stralsund (Niemcy)
- Fachhochschule Lausitz (Niemcy)
- Hochschule Wismar (Niemcy)
- Universität Würzburg {Niemcy)
- Universidad de Oviedo (Hiszpania)
- Universitat Politècnica de Catalunya (Hiszpania))
- Universidad de Castilla-La Mancha (Hiszpania)
- Instituto Superior Técnico Lisboa (Portugalia)
- Universitatea de Vest din Timişoara (Rumunia)
- Uniwersytet św. Cyryla i Metodego w Trnavie (Słowacja)
- Uludağ University (Turcja)
- Károly Róbert Főiskola (Károly Róbert College) (Węgry).